# Magnetisk dipol
| Fälten av en dipolmagnet och av en strömslinga är lika på avstånd. |  | Fälten av en dipolmagnet och av en strömslinga är lika på avstånd. |
| Fälten av en dipolmagnet och av en strömslinga är lika på avstånd. |  |                                                                    |

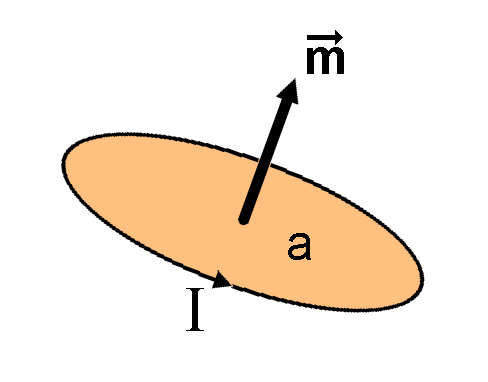
Magnetiskt moment m av en ringström I med area a

En magnetisk dipol är ett fysikaliskt objekt som har ett magnetiskt dipolmoment. Eftersom det inte finns några kända magnetisk monopol (magnetfält är solenoidala enligt Maxwells ekvationer), är magnetisk dipol en annan term för magnet.
Många elementarpartiklar med spinn har ett magnetiskt dipolmoment, bland annat elektroner och myoner. Protonens och neutronens magnetiska moment är mycket mindre, men många atomkärnors magnetiska dipolmoment kan studeras med kärnmagnetisk resonans.

## Enheter och storheter
Även en elektrisk ström genom en ringformig ledare är en magnetisk dipol. På avstånd som är mycket större än ringens radie, har fältet formen av ett dipolfält. Dipolens styrka (dipolmoment) är μ =I·A där I är strömmen och A är cirkelns area. En typisk storleksordning av atomära moment är bohrmagnetonen. Dipolmomentet ges i SI-enheten A·m² som är lika med J/T. Enheten Am² visar sambandet med magnetisering som dipolmoment per volymenhet.
I ett homogent magnetfält är den totala kraften på en dipol lika med noll, och det kan bara finnas ett vridmoment som ges av:
{\displaystyle {\boldsymbol {\tau }}={\boldsymbol {\mu }}\times {\mathbf {B} },}
där B är det magnetiska B-fältet (flödestäthet). Vridmomentet är noll när momentet är parallellt med fältets riktning. I detta läge är energin minimal, och man kan skriva:
{\displaystyle E=-{\boldsymbol {\mu }}\cdot {\mathbf {B} }=\mu B\cos \phi ,}
där φ är vinkeln mellan magnetfältet och dipolens riktning. Skillnaden i energi mellan parallellt och antiparallellt läge är därför:
{\displaystyle \Delta E=2\mu B.\,}

## Exempel
Atomer med oparade elektroner kan ha stora magnetiska moment. Exempel är gadolinium-atomen med 7 parallella elektronspinns i 4f-orbitalerna och Fe3+ med 5 parallella elektroner i 3d-orbitalerna. Även syre-molekylen med dess två oparade elektroner är en liten magnet, något som ger upphov till paramagnetism.
Ferromagnetism kan uppstå när det finns växelverkningar som gynnar en parallell orientering av grannatomers magnetiska moment, till exempel i gadolinium under dess Curie-temperatur på 280 K.